# غاريث ستيوارت
غاريث ستيوارت (بالإنجليزية: Gareth Stewart) (3 فبراير 1980 ببرستون في المملكة المتحدة - ) هو لاعب كرة قدم بريطاني في مركز حراسة المرمى. لعب مع بلاكبيرن روفرز ونادي بورنموث ويوفل تاون وDorchester Town F.C. ‏ وويلينج يونايتد.

## وصلات خارجية
- غاريث ستيوارت على موقع قاعدة بيانات كرة القدم.إي يو (الإنجليزية)
- غاريث ستيوارت على موقع Soccerbase.com (لاعب) (الإنجليزية)